# Feketelista: Megváltás
A Fektelista: Megváltás (eredeti cím: The Blacklist: Redeption) 2017-ben bemutatott amerikai televíziós sorozat, a Feketelista című sorozat spin-offja. A sorozat alkotói Jon Bokenkamp, John Eisendrath, Lukas Reiter és J. R. Orci, a történet pedig az eredeti sorozatban is szereplő Tom Keen történetét mutatja be, akinek csatlakozni kell egy titkos katonai szervezethez, aminek vezetője történetesen az anyja. A karaktert ismét Ryan Eggold játssza, mellette szerepel még Famke Janssen, Edi Gathegi, Tawny Cypress és Adrian Martinez.
A sorozatot az Amerikai Egyesült Államokban az NBC adta le 2017. február 23. és 2017. április 13. között, Magyarországon az AXN mutatta be 2017. augusztus 30-án és 2017. október 18-ig adták.

## Cselekmény
A történet az eredeti sorozatban is szereplő titkosügynök Tom Keen kalandját követi nyomon, aki New Yorkba utazik az apja miatt. Róla mindenki azt hitte, hogy már halott, azonban kiderül, hogy csak megjátszotta ezt. Hogy kiderítse a dolgokat, Tom csatlakozik a Halcyon Aegis katonai szervezethez, amely speciális ügyek megoldására szakosodott és amit az édesanyja vezet.

## Szereplők
| Szereplő                       | Színész         | Magyar hang         |
| ------------------------------ | --------------- | ------------------- |
| Susan Scott "Scottie" Hargrave | Famke Janssen   | Fehér Anna          |
| Tom Keen                       | Ryan Eggold     | Szatory Dávid       |
| Matias Solomon                 | Edi Gathegi     | Király Attila       |
| Nez Rowan                      | Tawny Cypress   | Majsai-Nyilas Tünde |
| Dumont                         | Adrian Martinez | Mészáros Máté       |
| Howard Hargrave                | Terry O’Quinn   | Rosta Sándor        |

## Epizódok
| Évad | Évad | Részek száma | Részek száma | Eredeti sugárzás  | Eredeti sugárzás  | Eredeti adó | Magyar sugárzás     | Magyar sugárzás   | Magyar adó |
| Évad | Évad | Részek száma | Részek száma | Évadbemutató      | Évadzáró          | Eredeti adó | Évadbemutató        | Évadzáró          | Magyar adó |
| ---- | ---- | ------------ | ------------ | ----------------- | ----------------- | ----------- | ------------------- | ----------------- | ---------- |
|      | 1.   | 8            | 8            | 2017. február 23. | 2017. április 13. | NBC         | 2017. augusztus 30. | 2017. október 18. | AXN        |

### 1. évad (2017)
| # | Cím                                                    | Rendező               | Író | Premier                                | Nézettség   |
| --- | ------------------------------------------------------ | --------------------- | --- | -------------------------------------- | ----------- |
| 1. | Bevezető (Leland Bray)                                 | John Terlesky         | Történet: Jon Bokenkamp, John Eisendrath, Lukas Reiter, J. R. Orci Tévéjáték: Jon Bokenkamp, John Eisendrath, David Amann | 2017. február 23. 2017. augusztus 30.  | 4,26 millió |
| Egy rutinszerű New York-i látogatás veszélyes kalandba fordul, amikor az egykori titkosügynököt, Tom Keent fogadja fel egy zsoldosvezér arra, hogy segítsen kiszabadítani egy elrabolt CIA-ügynököt.                                                          |                                                        |                       | |                                        |             |
| 2. | Kevin Jensen (Kevin Jensen)                            | Donald E. Thorin, Jr. | Lukas Reiter | 2017. március 2. 2017. szeptember 6.   | 4,76 millió |
| Amikor egy amerikai újságírót és egyben Scottie családjának egyik közeli barátját tévedésből letartóztatják kémkedés vádjával egy veszélyes országban, a Jégmadár csapat kétségbeesetten harcol azért, hogy meg tudják menteni, mielőtt kifutnának az időből. |                                                        |                       | |                                        |             |
| 3. | Independence, Egyesült Államok (Independence, U.S.A)   | Bill Roe              | Sean Hennen | 2017. március 9. 2017. szeptember 13.  | 3,69 millió |
| 4. | A Davenport akció (Operation Davenport)                | John Terlesky         | Richard D'Ovidio & Spencer Hudnut                                                                                         | 2017. március 16. 2017. szeptember 20. | 4,12 millió |
| 5. | Borealis (Borealis 301)                                | Elodie Keene          | Glen Whitman & Matt Bosack                                                                                                | 2017. március 23. 2017. szeptember 27. | 3,96 millió |
| 6. | Túszjáték (Hostages)                                   | Andrew McCarthy       | Dan E. Fesman & Sean Hennen                                                                                               | 2017. március 30. 2017. október 4.     | 3,99 millió |
| 7. | Richard Whitehall (Whitehall)                          | Oz Scott              | Spencer Hudnut & Richard D'Ovidio & Kathryn Miller Kelley                                                                 | 2017. április 6. 2017. október 11.     | 3,72 millió |
| 8. | Richard Whitehall: Végeredmény (Whitehall: Conclusion) | John Terlesky         | Történet: J. R. Orci Tévéjáték: Dan E. Fesman, Glen Whitman, Matt Bosack                                                  | 2017. április 13. 2017. október 18.    | 3,92 millió |

## Fordítás
- Ez a szócikk részben vagy egészben  a   The Blacklist: Redemption című angol Wikipédia-szócikk ezen változatának fordításán alapul.  Az eredeti cikk szerkesztőit annak laptörténete sorolja fel. Ez a jelzés csupán a megfogalmazás eredetét és a szerzői jogokat jelzi, nem szolgál a cikkben szereplő információk forrásmegjelöléseként.

## Kapcsolódó szócikk
- Feketelista